# Ruta de Illinois 57
La Ruta de Illinois 57, y abreviada IL 57 (en inglés: Illinois Route 57) es una carretera estatal estadounidense ubicada en el estado de Illinois. La carretera inicia en el sur desde la I 172  , GRR 1   en Fall Creek hacia el norte en la US 24  , IL 104   en Quincy. La carretera tiene una longitud de 20,3 km (12.59 mi).

## Mantenimiento
Al igual que las autopistas interestatales, y las rutas federales y el resto de carreteras estatales, la Ruta de Illinois 57 es administrada y mantenida por el Departamento de Transporte de Illinois por sus siglas en inglés IDOT.